# Geografia d'Algèria

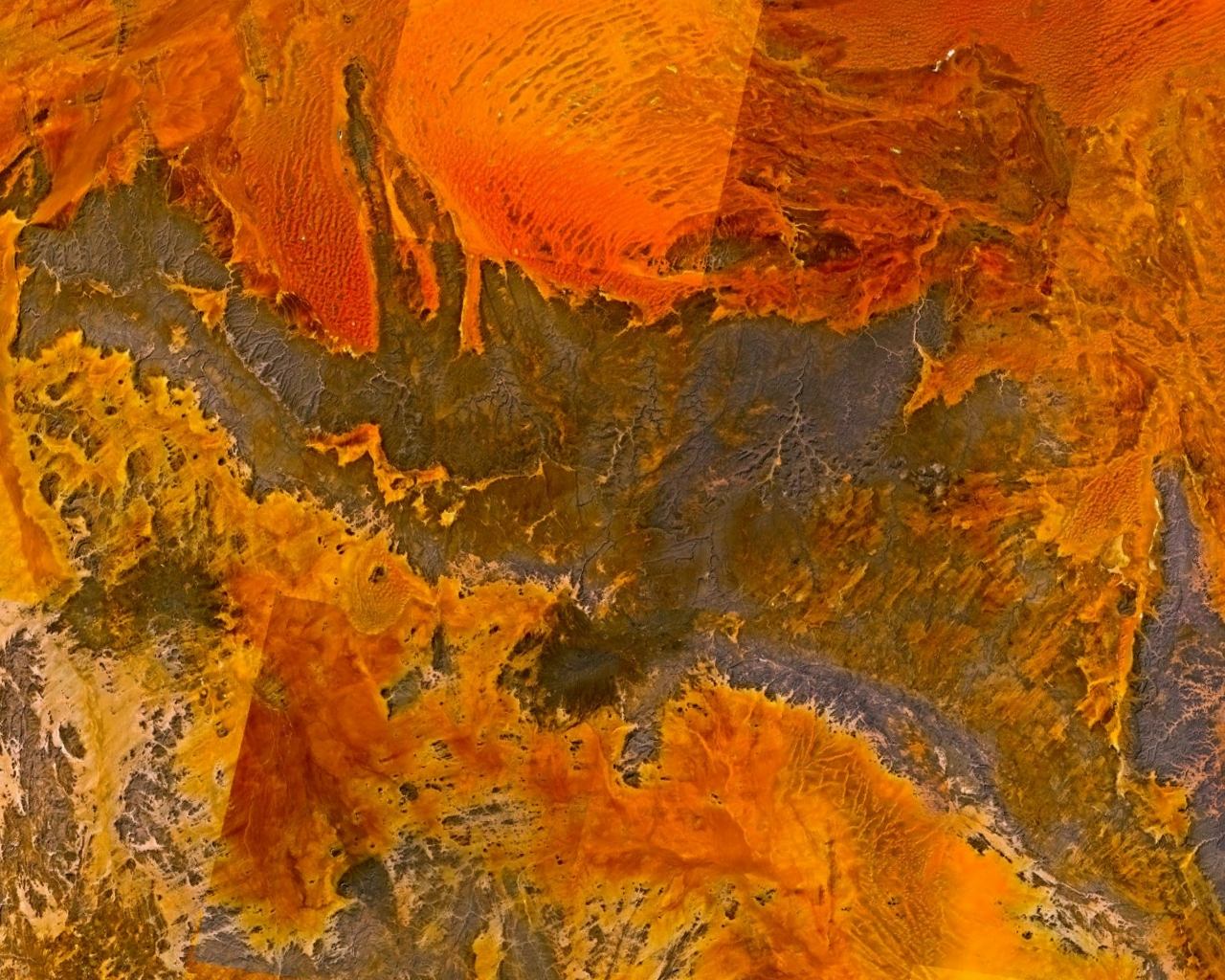
Imatge de satèl·lit: Tassili n'Ajjer

La geografia d'Algèria està constituïda d'una multitud de relleus. Algèria és a l'Àfrica del Nord, al costat del Mar Mediterrani, entre el Marroc i Tunísia. El nord està dividit d'oest a est per una doble barrera muntanyosa (serralada de l'Atles). La costa central està coberta de boscos, a l'est hi ha vastes planes i al sud el Sàhara cobreix el 84% del territori algerià. La superfície del país és la més gran d'Àfrica amb 2.381.741 km², quatre vegades la superfície de França o 60 de la Suïssa.
Coordenades geogràfiques: 28°N, 3°I
Fronteres terrestres: 
- Total: 6,343 km
- Països limítrofs: Líbia 982 km, Mali 1.376 km, Mauritània 463 km, Marroc 1.637 km (42 km del Sahara Occidental[1]), Níger 956 km, Tunísia 953 km.[2]

Costes marítimes: 998 km
Reclams de sobirania marítima:
- Zona de pesca exclusiva: 32-52 m.n.[4]
- Mar territorial: 12 m.n.[4]

Tipus de terreny: La majoria del terreny està ocupat per altiplans elevats i deserts; algunes muntanyes; plana costanera estreta i discontínua.
Elevacions extremes:
- Punt més baix: Chott Melrhir -40 m[5]
- Punt més alt: Tahat 3.003 m[6]

Recursos naturals: petroli, gas natural, mineral de ferro, fosfats, urani, plom, zinc
Terres irrigades: 5.600 km² (est. 1998)
Riscos naturals: Possibilitat d'intensos terratrèmols en les àrees muntanyoses. Allaus de fang.

## Orografia
La major part del país l'ocupa el desert del Sàhara, mentre que la regió del Tell, al nord, configura la resta. L'Atles Tell representa només el 15% del territori però allí hi ha la gran majoria de la població i tota la terra de conreu. Està travessat per diverses formacions muntanyoses. La primera d'elles és l'Atles del Tell, una prolongació de l'Alt Atles marroquina que recorre tot el nord del país fins a Tunísia. No es tracta d'una serralada ininterrompuda, sinó de diverses cadenes diferents, de manera que no constitueix una barrera infranquejable. En aquesta zona hi ha fantàstics paratges muntanyosos, especialment a la Cabília, regió situada a l'est d'Alger.
Al sud de la serralada de l'Atles hi ha les planes (Hauts Plateaux). Més al sud encara, l'Atles Saharià (Atles Saharien) és l'última cadena muntanyosa abans d'arribar al desert del Sàhara. El Sàhara representa el 85% restant del territori algerià, així com gran part del d'una altra mitja dotzena de països. La seva superfície supera els nou milions de quilòmetres quadrats i abarca des de l'oceà Atlàntic al Mar Roig. Malgrat el concepte erroni que en general es té, el Sàhara no és només una gran extensió de sorra. És cert que aquestes extensions existeixen, però també hi ha serralades (com la del Hoggar, que culmina a una altitud d'uns 3.000 m), planes sense cap mena de vegetació (on el tret més característic en molts quilòmetres és una pedra de la mida d'una pilota de tennis) i nombrosos oasis, on hi han petits nuclis habitats i en què es produeixen els dàtils més saborosos del món.
La vegetació del desert varia des de l'espart a les planes del M'Zab a zones de la mida d'Anglaterra en què res creix. Com és de suposar, els grans rius són al nord del país, i fins i tot molts d'ells són estacionals. Els principals embassaments per al reg són a les muntanyes a l'oest d'Alger.
Amb una àrea d'uns 2,4 milions de quilòmetres quadrats (cinc vegades la mida de Califòrnia o de França), Algèria és el país més gran d'Àfrica.

## Clima

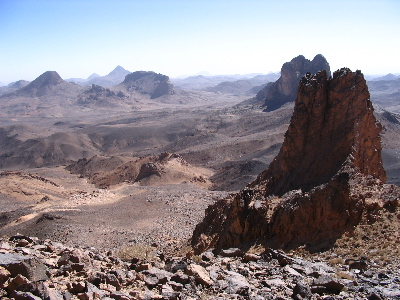
Massís de Hoggar.

La geografia i la vegetació algeriana i per tant, la distribució de la seva població, estan més condicionades pel clima que pel relleu. El règim de precipitacions oscil·la entre els 1.000 mm anuals a la regió de la Cabília i al pràcticament nul en alguns llocs del Sàhara, de fet, algunes ciutats del Sàhara porten fins a 20 anys sense que hagi plogut una sola vegada.
Al nord, l'estiu sol ser calorós (la mitjana ronda els 32 °C) i amb un alt índex d'humitat a la zona costanera. Al Sàhara, la temperatura mitjana és de 45 °C però amb freqüència és de 50 °C o més. L'hivern al nord és fred i humit, amb neu als cims de les muntanyes al sud d'Alger (ocasionalment hi ha fortes nevades fins a la ciutat d'Alger. Al Sàhara, les temperatures mai baixen fins a aquest extrem, però durant el dia la mitjana és de 25 °C. Tamanrasset es troba al massís de Hoggar i gaudeix d'un estiu benigne i un hivern més fred, ja que està situada a més de 1.500 metres d'altura. A la propera Assekrem, a la nit les temperatures descendeixen sota zero.